# U28CG型柴油机车
U28CG型柴油机车是美国通用电气公司于1966年为聖塔菲鐵路提供的一款干线客运柴油机车。

## 开发背景
在1960年代末以前，美国邮政部仍然与美国各大铁路公司保持合作关系，通过加挂在旅客列车编组内的邮政车来完成铁路邮递任务，这对许多铁路公司而言是一个利润颇为可观的业务项目。当时聖塔菲鐵路使用的客运机车大多都是1940年代引进的易安迪F系列柴油机车，包括FT、F3、F7型柴油机车。1966年，为了替换这些经过长年使用而老化的机车，聖塔菲鐵路决定尽快采购一批新型柴油机车。由于通用电气公司能够在最短时间内交付新车，而且通用电气公司还可以提供较优惠的折价贴换，方便聖塔菲鐵路处理已被淘汰的旧型机车，因此聖塔菲鐵路最终决定向通用电气公司订购10台U28CG型柴油机车。
U28CG型柴油机车是在U28C型柴油机车基础上改良而成的干线客运柴油机车，型号当中的“U”代表“通用”系列、“28”代表单节功率为2800马力、“C”代表机车轴式为Co-Co、“G”代表搭载有蒸汽锅炉。除了增加蒸汽锅炉和改变齿轮传动比之外，U28CG型柴油机车与U28C型柴油机车并没有太大差异。
U28CG型柴油机车仍沿用美国干线调车机车常用的单司机室外走廊的罩式车体，而没有采用干线客运机车常用的棚式车体，因此这款机车实际上是一款客货运通用的干线柴油机车。由于“通用”系列柴油机车在设计时已经预留了蒸汽锅炉的安装空间，因此U28CG型柴油机车的车体尺寸仍然与U28C型柴油机车保持相同。一台用来为旅客列车供暖的维帕-克萊森式蒸汽锅炉安装了司机室和动力室之间，车体下方部分空间还设有蒸汽锅炉专用的水箱和油箱，导致燃油箱容量从3000加仑减少至2200加仑。
机车装用一台16气缸、四冲程、涡轮增压的FDL16型柴油机，额定功率为2800马力。传动系统使用直—直流电传动，柴油机直接驱动一台GT-598型直流牵引发电机，并将发出的直流电供给六台并联的GE-752型串励直流牵引电动机。此外，还更换了牵引电动机的主动齿轮以提高最大运行速度，牵引齿轮传动比从U28C型柴油机车的74：18改为77：26，最高速度亦由113公里/小时（70英里/小时）提高至150公里/小时（93英里/小时）。机车走行部为两台由通用电气公司开发的FB3型浮动摇枕式转向架。
U28CG型柴油机车于1966年7月至8月陆续交付聖塔菲鐵路，机车编号为三位数字的客运机车编号（350～359），所有机车均披上由银色和红色构成的聖塔菲鐵路“羽毛头饰”车身涂装，车身两侧还有巨大的“Santa Fe”红色字体，最初为黑色的转向架和燃油箱后来亦涂上了耀目的银色油漆。U28CG型柴油机车投入运用一年之后，聖塔菲鐵路又分别向通用电气和易安迪订购了U30CG、FP45型客运柴油机车。
至1960年代末，美国邮政署逐步终止和各大铁路公司的邮政运输合同，进一步加快美国铁路旅客运输的衰退。1969年，聖塔菲鐵路决定将U28CG型柴油机车改为货运机车，改造内容包括拆除蒸汽锅炉以及配套的水箱和油箱。并将牵引齿轮传动比改为74：18，又改为采用黄色配蓝色的货运机车涂装。在1970年代，U28CG、U30CG型柴油机车常见于担当科罗拉多州的货物列车牵引任务。1980年9月22日，全部U28CG型柴油机车停运报废，并用于向通用电气公司折价贴换新的B36-7型柴油机车。

## 参看
- U28B型柴油机车
- U28C型柴油机车
- U30CG型柴油机车